# День восстановления независимости Эстонии
День восстановления независимости Эстонии (эст. Taasiseseisvumispäev) — празднуется в Эстонии 20 августа в честь фактического восстановления независимости Эстонии от СССР после провала Августовского путча в Москве.
20 августа 1991 года, на следующий день после попытки государственного переворота в Москве, Верховный Совет Эстонии принял постановление о подтверждении независимости Эстонской республики. Согласно официальной позиции Эстонии, 20 августа 1991 года была восстановлена независимость Эстонской Республики, провозглашённой 24 февраля 1918 года.
23 августа в Таллине была сброшена с постамента статуя Ленина, стоявшая перед зданием Центрального комитета Коммунистической партии Эстонии.
6 сентября 1991 года Государственный Совет СССР официально признал независимость Эстонии. 17 сентября 1991 года Эстония стала полноправным членом ООН.
Гражданство и собственность в Эстонской республике были восстановлены на основе правопреемственности.